# 中島茂
中島 茂（なかじま しげる、1907年〈明治40年〉1月20日 - 2006年〈平成18年〉12月16日）は、日本の電波技術者。マグネトロンやレーダ、超音波魚群探知機の開発に貢献した。
1930年（昭和5年）、日本無線に入社。1931年（昭和6年）頃からキャビネティ・マグネトロンの研究開発に着手し、1934年（昭和9年）からは海軍技術研究所との共同研究の末、1939年（昭和14年）に完成させた。しかし「レーダーの電波を出して敵を見つけて、その敵を攻撃するなんてことは夢にも考えないバカげた戦い方である」として研究は中止されてしまった。なお、この時開発されたマグネトロンは1年後にバーミンガム大学が開発したものと構造がよく似ており、1992年（平成4年）にドイツ博物館で開催されたレーダー開発史のシンポジウムで中島が紹介したところ、ヨーロッパの研究者から盗作ではないかと疑われたが、後に日本独自の技術であることが証明された。
『歴史街道 2008 6月』PHP研究所 p.99のインタビューでは、マイクロ波を用いたZ兵器の研究は、B-29のエンジンを焼けないかという考えに基づいて、実験が開始され、配給されたイモを用いて実験が行われ、そのイモも食しており、美味しかったと述べている他、熱海の島田に直径15メートルのパラボラアンテナの建設が始まった時は、これを回転させるため、「大和型戦艦の撤去された副砲の旋回部分が陸揚げされたままのものを用いると聞いた」と証言。「実際に使われれば、近郷の町が停電になったであろうが、町を停電させてでも海軍は使う気だったろう」と答えている。戦後は、この技術の応用で、コーヒー豆を炒る機械を作った（『歴史街道 2008 6月』 p.99）。
1963年に紫綬褒章、1977年に勲三等瑞宝章を受章。2006年12月16日、老衰のため死去。

## 関係項目
- 伊藤庸二 - 中島茂の兄。大日本帝国海軍のレーダーの主導者。
- 殺人光線
- 電子レンジ